# 正戊醛
正戊醛是一种有机化合物，也是一种醛，化学式 C5H10O。 它被用于调味剂，树脂化学和橡胶促进剂。  它的气味被描述为发酵的面包，水果，坚果和浆果。 

## 制备
正戊醛可以通过丁烯的氢甲酰化反应获得。 此外，四碳混合物也可以用作原料，例如所谓的萃余液II，它是由蒸汽裂化制成的，并含有顺式-和反式-2-丁烯，1-丁烯，丁烷和异丁烷。 在催化剂的存在下，可由合成气转化为产物，所述催化剂由铑-亚磷酸氢盐配合物和有位阻效应的仲胺组成。由于反应性-选择性原理，正戊醛的产率至少为90％。 

## 用处
正戊醛可用于各种香料（例如水果香料）中，并用作硫化促进剂。
2-丙基-2-庚烯醛可由戊醛通过羟醛缩合获得，将其氢化为饱和的2-丙基庚醇。 该醇可用作PVC 增塑剂邻苯二甲酸二(2-丙基庚)酯（DPHP）的原料。
正戊醛可以被氧化，形成戊酸。